# Paul Wexler
Pour les articles homonymes, voir Wexler.
Paul Wexler (né le 23 mai 1929 à Portland, dans l'Oregon et mort le 21 novembre 1979 à Los Angeles) est un acteur américain. 

## Biographie
Grand et maigre, avec une voix grave de baryton, Paul Wexler était spécialisé dans les rôles macabres ou décalés.

## Filmographie

### Cinéma
- 1952 : Gosses des bas-fonds : Theopolis Pace (non crédité)
- 1952 : Feudin' Fools : Luke Smith
- 1953 : The Kid from Left Field : Umpire (non crédité)
- 1953 : Le Fouet d'argent (The Silver Whip) : J.M. Horner (non crédité)
- 1954 : Je dois tuer de Lewis Allen : Slim Adams
- 1954 : L'aigle solitaire : William Boddy (non crédité)
- 1954 : La Grande Nuit de Casanova : Tall Prisoner (non crédité)
- 1954 : Quatre Étranges Cavaliers : Spectator at Oration (non crédité)
- 1954 : The Bowery Boys Meet the Monsters : Grissom
- 1955 : L'Homme du Kentucky de Burt Lancaster : Frome Brother (non crédité)
- 1955 : Le Rendez-vous de 4 heures : Hotel Clerk (non crédité)
- 1955 : Le Prince des acteurs (Prince of Players) : Western Man in Audience (non crédité)
- 1955 : Une étrangère dans la ville : Townsman (non crédité)
- 1956 : Anything Goes : Autograph Seeker (non crédité)
- 1956 : Les Dix Commandements : Hebrew at Crag and Corridor / Hebrew at Golden Calf (non crédité)
- 1956 : The Kettles in the Ozarks : Reverend Martin (non crédité)
- 1957 : Jesse James, le brigand bien-aimé : Jayhawker (non crédité)
- 1957 : L'otage du gang : Lean Man in Bar (non crédité)
- 1957 : The Buckskin Lady : Jed (non crédité)
- 1958 : Les Boucaniers : Horseface
- 1958 : Tombouctou de Jacques Tourneur : Suleyman
- 1959 : La Chevauchée des bannis : Vause - Bruhn's Gang (non crédité)
- 1959 : Le Poignard de bambou : Zutai
- 1959 : The Big Fisherman : Attacker at Inn (non crédité)
- 1959 : The Miracle of the Hills : Sam Jones
- 1960 : Mince de planète : Beatnik (non crédité)
- 1961 : Les 101 dalmatiens de Clyde Geronimi, Wolfgang Reitherman et Hamilton Luske : Mécanicien (voix)
- 1962 : La plus belle fille du monde : Sharpie (non crédité)
- 1965 : L'enquête de Gordon Douglas : Peter Memel (non crédité)
- 1967 : La Route de l'Ouest : Barber (non crédité)
- 1967 : The Busy Body de William Castle : Mr. Merriwether
- 1975 : Doc Savage arrive : Capitaine Seas

### Télévision

#### Séries télévisées
- 1950 : Dick Tracy
- 1952 : My Hero : Clem
- 1953 : My Little Margie : Bill Houseman
- 1955 : Studio 57 : Filber
- 1955 : The 20th Century-Fox Hour : Parkinson
- 1955 : The Lineup : Lineup Suspect
- 1955-1957 : Lassie : Joe Pinkham / Cal Hubbard
- 1955-1966 : Les Aventuriers du Far West : Snakebite / Clem Scobie
- 1956 : Crusader : Daniels
- 1956 : The Adventures of Hiram Holliday : Tall Crook opening safe
- 1957 : Jane Wyman Presents The Fireside Theatre : Jess
- 1957 : Official Detective : Prowler
- 1957 : Schlitz Playhouse
- 1957 : Telephone Time
- 1957 : The Hardy Boys: The Mystery of the Ghost Farm : Fred (1957)
- 1957 : The Silent Service : Jeffers / Electricians Mate Leonard Harrison
- 1957-1969 : Gunsmoke : Stone / Viney Stang / Rodin
- 1958-1959 : Au nom de la loi : Lester Bailey
- 1958 : Monsieur et Madame détective : Jeremiah Calder
- 1958 : Zorro : Courier
- 1959 : State Trooper : Croaker
- 1959 : The Californians : Carter
- 1960 : Pony Express : Dipper
- 1960 : The Alaskans : Bookkeeper
- 1960 : The Life and Legend of Wyatt Earp : Snakey Jenkins
- 1960-1962 : L'Homme à la carabine : Joe Welden / Harris / Les Foster / ...
- 1961 : Le Gant de velours : Dakota Charlie
- 1961 : Tales of Wells Fargo : Charlie
- 1961 : Tallahassee 7000 : Garvey
- 1962 : Ben Casey
- 1963 : Rawhide : Sharpshooter #2
- 1967 : The Guns of Will Sonnett : Cal Jessup
- 1970 : La Nouvelle Équipe : Commune Leader
- 1970 : Max la menace : Hogarth
- 1973 : Dusty's Trail : Buck
- 1975 : Far Out Space Nuts : Tagot
- 1975 : The Lost Saucer : Caveman Leader / Zunk
- 1976 : Wonderbug
- 1977 : Drôles de dames : Arabian Guard
- 1977 : Switch : Mitchell
- 1978 : L'homme-araignée : Prison Guard
- 1978 : Sergent Anderson
- 1979 : Stockard Channing in Just Friends